# Patrícia Bueno
Patrícia Scott Bueno (Rio de Janeiro, 10 de janeiro de 1949) mais conhecida como Patrícia Bueno é uma atriz brasileira. É filha da crítica teatral Bárbara Heliodora. Formou-se em Teatro com Maria Clara Machado, em 1958. Neste ano, estreou na peça "O boi e o burro no caminho de Belém".

## Carreira no Teatro
Em seguida, atuou nas peças "A Inquebrável", "O Piquenique no Front", "À Flor da Pele", "Os Efeitos dos Raios Gama sobre as Margaridas do Campo", "A Família que mata Unida", "Dose Dupla", "Apenas 500 milhões de Dólares", "O Homem Elefante","Gente Fina é a Mesma Coisa", "Perdoa-me por me Traíres","Gupsy" e "Alo Dolly".
No Teatro, Patrícia também fez assistência de direção em "O Dia de Alan", "A Cigarra Cinara e a Formiga Ida - parentes afastadas de La Fontaine”, "Teatro de Cordel 94"; e fez figurino para a peça "Um Crime Quase Perfeito".

## Outros Trabalhos
Como figurinista, trabalhou em “Um crime quase perfeito”, "Musicais in concert”, "Cole porter “ele nunca disse que me amava” (figurinista assistente e pesquisa de figurinos), "Company" (pesquisa de figurinos), "Cantores do Chuveiro”, "Oscar Wilde" (pesquisa de figurinos), “Casamentos”,
Também fez trabalhos na área de produção, como o show de jazz e blues do contrabaixista Dôdo ferreira.

## Notícias Recentes
Em 2010, após uma longa ausência de trabalhos como atriz, Patrícia Bueno volta a atuar, no musical "Gypsy", da dupla Charles Möeller & Claudio Botelho. No espetáculo, ela interpreta duas personagens: Sra. Cratchitt e Renée.
2012 Alo Dolly  Direção Falabella

## Carreira

### Na televisão
| Ano  | Título                   | Personagem         | Notas                                   |
| ---- | ------------------------ | ------------------ | --------------------------------------- |
| 2013 | Pé na Cova               | Amarula            | Episódio: À Deriva                      |
| 2011 | Aquele Beijo             | Dona Otília        |                                         |
| 2010 | A Vida Alheia            | Beatriz            | Episódio: Intimidação                   |
| 1986 | Mania de Querer          | Regina             |                                         |
| 1986 | Dona Beija               | Siá Boa            |                                         |
| 1983 | Anjo Maldito             | Leonor             |                                         |
| 1982 | Final Feliz              | Lourdes            |                                         |
| 1982 | Caso Verdade             | Luísa              | Episódio: Casa, Comida e Carinho        |
| 1982 | Sítio do Picapau Amarelo | Fada Má            | Episódio: Era Uma Vez a Bela Adormecida |
| 1982 | Elas por Elas            | Amiga de Renê      | [ 1 ]                                   |
| 1980 | As Três Marias           | Fernanda           |                                         |
| 1980 | Olhai os Lírios do Campo | Madalena           |                                         |
| 1979 | Cabocla                  | Tina               |                                         |
| 1978 | A Sucessora              | Laurita Menezes    |                                         |
| 1978 | Maria, Maria             | Chiquinha da Tomba |                                         |
| 1977 | Dona Xepa                | Gisa               |                                         |
| 1977 | À Sombra dos Laranjais   | Lurdinha           |                                         |
| 1976 | Estúpido Cupido          | Suely              |                                         |
| 1975 | Escalada                 | Rosa               |                                         |
| 1974 | Corrida do Ouro          | Mônica Rossi       |                                         |
| 1973 | João da Silva            | Mônica             |                                         |
| 1972 | O Primeiro Amor          | Sílvia             |                                         |
| 1971 | Minha Doce Namorada      | Kátia              |                                         |

### No Teatro[3]
| Ano  | Título                                                              |
| ---- | ------------------------------------------------------------------- |
| 2019 | A Fantástica Jornada de um Pequeno Príncipe - o musical             |
| 2012 | Alô Dolly!                                                          |
| 2010 | Gypsy                                                               |
| 2000 | Cole Porter - Ele Nunca Disse que Me Amava                          |
| 1994 | Perdoa-me por Me Traíres                                            |
| 1993 | A Cigarra Cinara e a Formiga Ida, Parentes Afastados de La Fontaine |
| 1982 | O Homem Elefante                                                    |
| 1982 | Gente Fina é Outra Coisa                                            |
| 1978 | Apenas 500 Milhões de Dólares                                       |
| 1976 | A Família Que Mata Unida                                            |
| 1976 | Dose Dupla                                                          |
| 1975 | Pluft, o Fantasminha                                                |
| 1973 | O Efeito dos Raios Gama nas Margaridas do Campo                     |
| 1972 | À Flor da Pele                                                      |
| 1970 | O Piquenique no Front                                               |
| 1969 | Inquebrável                                                         |